# 네코아츠메
네코아츠메(ねこあつめ, Neko Atsume)는 (주)히트포인트에서 iOS, 안드로이드 (운영체제)용으로 개발한 모바일 고양이 수집 게임으로, 2014년 10월 20일 출시되었다.

## 개발
게임 개발자 타카자키 유타카는 기술이나 시간을 크게 투자하지 않고도 어린이도 즐길 수 있는 게임을 만드는 것이 자신의 목표라고 말했다. 그 자신도 고양이를 좋아하지만 "솔직히 이 게임이 왜 이렇게 인기가 있는지 모르겠다"고 말했다. 이 게임은 "다른 응용 프로그램의 개발 사이에 만들어졌다." 원래는 고양이를 좋아하는 플레이어들이 그저 보고 즐기기만 하면 되는 소프트웨어였고, 무료로 2~3주 안에 완료할 수 있었다. 타카자키 씨는 "치트나 복잡함을 넣지 않고 간단한 조작만으로 즐길 수 있는 게임을 추구하고 싶다"고 말했다.